# Yaxteljá
Yaxteljá är en ort i Mexiko.   Den ligger i kommunen Chilón och delstaten Chiapas, i den sydöstra delen av landet, 800 km öster om huvudstaden Mexico City. Yaxteljá ligger 937 meter över havet och antalet invånare är 212.
Terrängen runt Yaxteljá är varierad. Runt Yaxteljá är det glesbefolkat, med 16 invånare per kvadratkilometer. Närmaste större samhälle är Ocosingo, 13,5 km söder om Yaxteljá. I omgivningarna runt Yaxteljá växer i huvudsak städsegrön lövskog.